# Falkenswärds möbler
Falkenswärds möbler var en finlandssvensk komediserie från 2000, samproducerad av SVT och FST.
Manusförfattare var Lasse Karlsson och Anders Berggren. Regissörerna var Leif Lindblom och Walter Söderlund.
Första säsongen sändes sommaren 2000 och den andra sommaren 2002 båda på SVT2. Den tredje och avslutande gick sommaren 2003 på SVT1. SVT repriserade första säsongen vintern 2004–2005 på SVT2.

## Handling
Stina Falkenswärd-Jansson slutar som flygvärdinna och vill bli möbeldesigner. Hennes man, Herman Jansson, är österbottensonen som efter 20 år i Helsingfors återser sina hemtrakter när familjen flyttar från storstaden. Han drömmer om att bli rockstjärna. Deras två söner, Markus och Zacharias, längtar tillbaka till "civilisationen".

## Rollista
- Anna Hultin – Stina Falkenswärd-Jansson
- Johan Storgård – Herman Jansson
- Onni Thulesius – Zacharias
- Patrick Henriksen – Markus
- Carola Sarén – Laura, granne
- Thomas Backlund – Evert Lindberg, snickare

- Claes Malmberg – Fredrik "Fredde" Jansson, Hermans bror (gästroll)
- Christina Indrenius-Zalewski – Regina Falkenswärd, Stinas mamma (gästroll)
- Lars Svedberg – Kondrad Falkenswärd, Stinas pappa (gästroll)
- Linda Gyllenberg – Jenny, Markus vän (gästroll)

## Avsnitt

### Första säsongen
1. Rockband och design
2. Lite svinn får man räkna med
3. Blommor, bin och nikotin
4. Falkenswärds-Rambo
5. Blodsbröder
6. Dina vänner är mina vänner
7. Salta pinnar och soffpotatisar
8. Slätt-träff
9. Prickväktarna
10. Gruvliga ungdom

### Andra säsongen
1. Glaspojkarna
2. Mammor och motorcyklar
3. I fädrens spår
4. Janssons tjur
5. Två par i leken
6. Handhunting
7. Vita lögner
8. Fruntimmer på rummet
9. Olämpligt sällskap
10. Mobil kommunikation

### Tredje säsongen
1. Sätta bo
2. Sent ska syndaren vakna
3. Kompisar från förr
4. Independence Day
5. Matten och härligheten
6. Pröva dina vingar
7. Drömläge
8. Vänskap är tjockare än cocktails
9. Sin mors dotter
10. Living next door to Laura